# Бойцанюк Світлана Іванівна
Бойцанюк Світлана Іванівна (нар. 16 травня 1967, Копичинці, Тернопільська область Україна) — кандидат медичних наук (2013), доцент (2015), декан стоматологічного факультету Тернопільського національного медичного університету імені І. Я. Горбачевського МОЗ України (2014). 

## Життєпис
У 1984 році закінчила Тернопільську середню школу № 1 із золотою медаллю.
У 1991 році закінчила стоматологічний факультет Львівського ордена Дружби народів державного медичного інституту.
З 1992 року працювала лікарем—стоматологом терапевтичного відділення Тернопільської обласної державної стоматологічної поліклініки.
З 2006 року працює у Тернопільському державному медичному університеті: асистент кафедри стоматології, доцент кафедри терапевтичної стоматології (рішення Атестаційної колегії Міністерства освіти і науки України від 25 квітня 2015 року).
З серпня 2014 року — декан стоматологічного факультету ТНМУ  .
Член вченої ради ТНМУ. 
Світлана Бойцанюк – член координаційної ради Асоціації стоматологів України.
Світлана Бойцанюк – член науково-методичної комісії 11 з охорони здоров'я та соціального забезпечення підкомісії 221 Стоматологія сектору вищої освіти Науково-методичної ради Міністерства освіти і науки України.

## Наукова діяльність
У 2013 році захистила дисертацію на здобуття наукового ступеня кандидата медичних наук за спеціальністю 14.01.22 - «Стоматологія». Тема дисертації «Особливості перебігу та лікування захворювань пародонта у хворих на опікову хворобу». Науковий керівник: доктор медичних наук, професор А. В. Борисенко.  
Наукові інтереси: 
- захворювання твердих тканин зуба та пародонта;
- сучасні методики діагностики та лікування захворювань тканин пародонта;
- сучасні методики лікування ускладнень карієсу зубів.

## Доробок
Світлани Бойцанюк є автором понад 150 наукових праць, 5 навчально-методичних посібників.